# Psyttalia yangambiana
Psyttalia yangambiana är en stekelart som först beskrevs av Fischer 1972.  Psyttalia yangambiana ingår i släktet Psyttalia och familjen bracksteklar. Inga underarter finns listade i Catalogue of Life.